# دانيال بابو
دانيال بابو (بالإنجليزية: Daniel Pappoe)‏ (30 ديسمبر 1993 بأكرا في غانا - ) هو لاعب كرة قدم غاني في مركز الدفاع. شارك مع منتخب غانا تحت 20 سنة لكرة القدم. أما مع النوادي، فقد لعب مع برايتون أند هوف ألبيون وتشيلسي وكولتشستر يونايتد ونادي كينغستونيان وهيميل هيمبستيد تاون وBerliner AK 07 ‏.

## وصلات خارجية
- دانيال بابو على موقع قاعدة بيانات كرة القدم.إي يو (الإنجليزية)
- دانيال بابو على موقع Soccerbase.com (لاعب) (الإنجليزية)
- دانيال بابو على موقع Soccerway.com (الإنجليزية)